# Меса-Верде (регион)

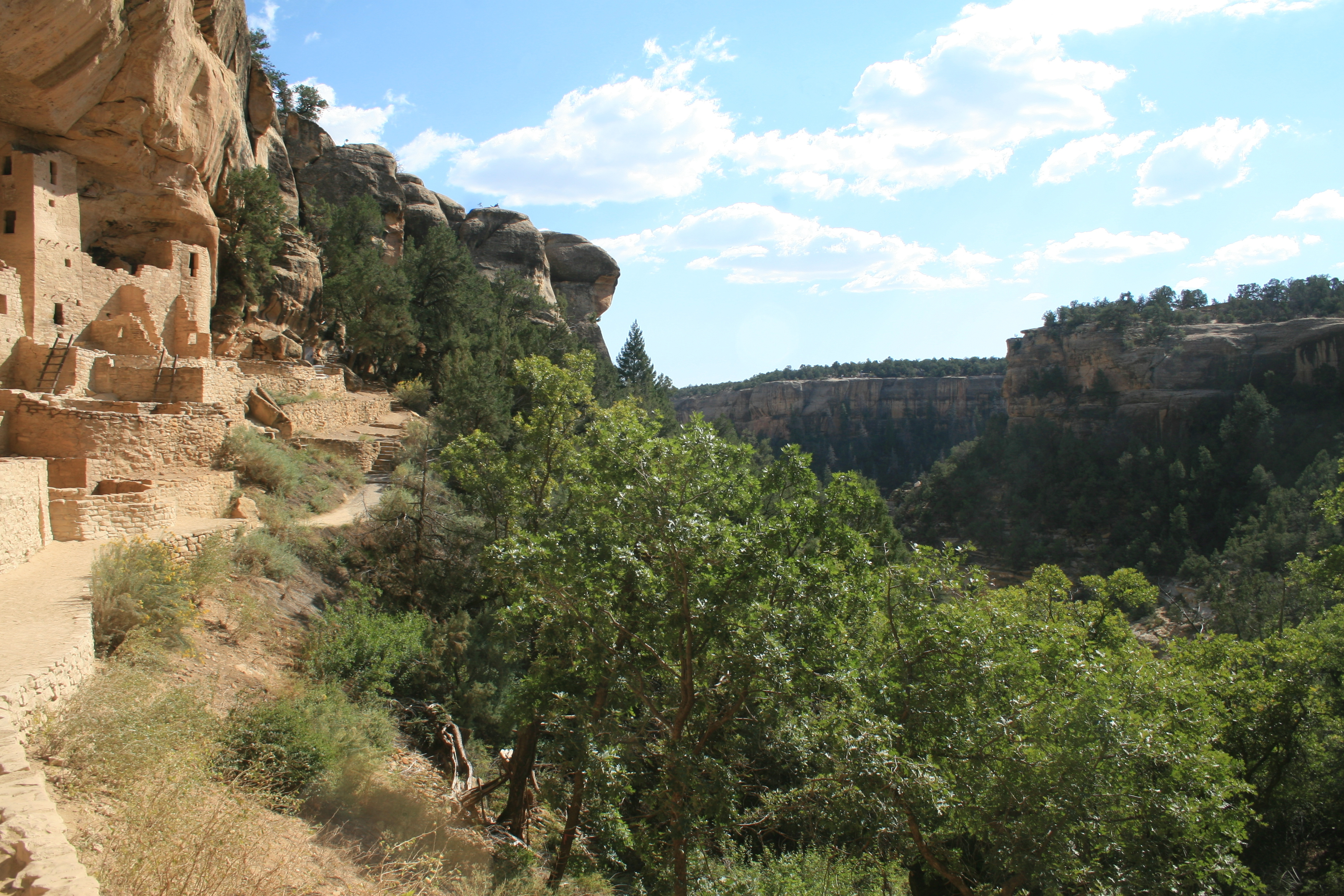
Вид из Клифф Пэлас

Меса-Верде — часть плато Колорадо в Соединённых Штатах, которая простирается через штаты Нью-Мексико, Колорадо и Юты. Он ограничен рекой Сан-Хуан на юге, рекой Пьедра на востоке, горами Сан-Хуан на севере и рекой Колорадо на западе.
Археологический центр Кроу-Каньон недалеко от Кортеса, штат Колорадо, в самом сердце Меса-Верде, проводит исследования в регионе с 1982 года. Хотя в национальном парке Меса-Верде находятся самые большие и наиболее известные руины народов Пуэбло, в центральном регионе Меса-Верде есть много других общественных центров, относящихся к периоду между 1050 и 1290 годами нашей эры. Это огромная территория, охватывающая более 390 000 км². В центральном регионе было выявлено более 130 центров, содержащих пятьдесят или более жилых зданий, многие из которых еще предстоит изучить в деталях.
Небольшая часть Меса-Верде к юго-востоку от Кортеса, штат Колорадо, содержит национальный парк Меса-Верде, который защищает почти 5000 археологических памятников, в том числе 600 скальных жилищ предков пуэбло, которые жили в этом районе между 600 и 1300 годами нашей эры. Другие парки в Меса-Верде с запада на восток включают: Национальная зона отдыха Глен-Каньон, Национальный памятник «Природные мосты», Национальный памятник Ховенуип, Национальный памятник Юкка-хаус и Национальный памятник «Ацтекские руины».

## Пуэбло в регионе Меса-Верде

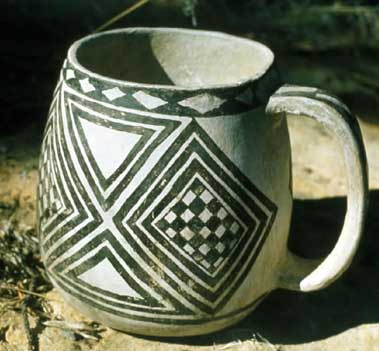
Кружка из Меса-Верде, изготовленная в 13 веке

Первые люди пуэбло поселились в регионе Меса-Верде примерно в 550 году нашей эры. Примерно в это время в регионе Меса-Верде наблюдался быстрый рост населения, что привело к технологическим изменениям и прогрессу в области вооружения, сбора урожая и артефактов.

### 750—900 годы
Около 750 года н. э. жители региона Меса-Верде начали собираться в густонаселённые деревни. В этот период домики были общей чертой, однако археологи полагают, что жители региона проводили большую часть своего времени в сооружениях, построенных над землей, которые включали жилые помещения и складские помещения.
Эти сооружения образовывали ряды комнат в форме прямых или полумесяцев. В этот период народ пуэбло начал строить более крупные общественные здания, что привело археологов к убеждению, что зарождение религиозных, экономических и политических институтов в этом обществе произошло примерно в это время.

### 900—1150 годы
Около 900 года быстрое сокращение численности населения привело к тому, что многие люди переселились в ниши на скалах, которые были домом для их предков много веков назад. Археологи не уверены, что вызвало этот резкий сдвиг, однако многие подозревали, что он был вызван изменениями климата.
Примерно в 1000 году были достигнуты значительные успехи в области строительства, такие как переход от строительства из столбов и самана к каменной кладке, толстостенным каменным зданиям, которые были построены выше и могли обеспечить больше жилых и складских помещений.

### 1150—1300 годы
В течение этого периода времени большая часть населения пуэбло проживала в больших многоэтажных жилых помещениях.
Сети, сосредоточенные в каньоне Чако, росли и позволяли жителям пуэбло связываться с другими поселениями. «Мир Чако», как его называют археологи, известен своей самобытной архитектурой, с одной примечательной уникальной особенностью — типом здания, называемым «большой дом». Это массивные многокомнатные многоэтажные каменные сооружения со значительно большими комнатами и кивами, построенными внутри самого сооружения.
Впоследствии, к 1250 году, значительная часть населения региона Меса-Верде переехала со своих ферм в новые дома в современных Аризоне и Нью-Мексико. Это изменение означало, что в регион пришли новые группы охотников-собирателей.